# Treehouse of Horror
Die Treehouse-of-Horror-Episoden (deutsch „Baumhaus des Schreckens“) der US-amerikanischen Zeichentrickserie Die Simpsons sind spezielle Episoden, deren US-amerikanische Erstausstrahlung etwa zu Halloween stattfindet und von denen es somit immer eine Episode pro Staffel gibt. Jede Episode besteht aus drei unabhängigen Geschichten, in denen es meist um Horror, Science-Fiction oder paranormale Phänomene geht. Diese Episoden spielen außerhalb der normalen Kontinuität der Serie und besitzen nicht den realistischen Charakter, den die Serie in ihren übrigen Folgen hat. Auch die Gewaltdarstellungen nehmen mehr Platz ein als in den normalen Simpsons-Episoden. Während diese Halloween-Specials im englischen Original den Titel „Treehouse of Horror“ und jeweils eine römische Zahl tragen, so wurden den einzelnen Halloween-Episoden im Deutschen eigene, miteinander nicht verbundene Titel gegeben. Die erste Treehouse-of-Horror-Episode „Horror frei Haus“ (englisch „Treehouse of Horror“) wurde im Rahmen der zweiten Staffel der Serie am 17. Januar 1992 in Deutschland ausgestrahlt (in den USA am 25. Oktober 1990). Bisher gibt es, bei 34 Staffeln, insgesamt 33 Treehouse-of-Horror-Episoden; nur die erste Staffel enthielt keine Treehouse-of-Horror-Folge. Die Episode „Trocken, tot und tödlich“ (englisch „Treehouse of Horror XXVII“) war die 600. Folge der Serie Die Simpsons.

## Allgemeines
Die Treehouse-of-Horror-Episoden weisen spezielle Markenzeichen auf, zu denen die Außerirdischen Kang und Kodos, die Namen der Autoren in gruseliger, abgewandelter Form im Abspann, eine spezielle Variante der Eröffnungssequenz und Parodien auf Filme oder Literatur aus dem Horror-, Science-Fiction- und Fantasybereich zählen. Die Treehouse-of-Horror-Episoden herzustellen ist für die Produzenten der Serie besonders schwierig und aufwendig, da die Skripte dieser Episoden häufiger überarbeitet werden müssen als die von normalen Episoden und die Animatoren ein besonderes Figur- und Hintergrunddesign erarbeiten müssen.
Viele der Folgen sind bei den Fans und den Kritikern der Sendung sehr beliebt. Aus diesem Grund gibt es eine Vielzahl von Treehouse-of-Horror-Merchandise, beispielsweise Action-Figuren, Videospiele, Bücher, DVDs, Comichefte und ein Treehouse-of-Horror-Monopoly. Viele der Treehouse-of-Horror-Episoden haben Auszeichnungen für die Animationen und die Tonbearbeitung erhalten.

## Geschichten
Die Treehouse-of-Horror-Folgen bestehen normalerweise aus vier Teilen, einer Eröffnungssequenz mit der Simpsons-Titelmusik in einer Halloween-Version und den drei Geschichten. Die Themen dieser Geschichten entstammen dem Horror-, Science-Fiction- und Fantasybereich und sind häufig Parodien auf Filme, Bücher, Theaterstücke, Fernsehsendungen (z. B. der Serie „Twilight Zone“) oder alten Ausgaben der Comicreihe „EC Comics“. Auch wenn die einzelnen Geschichten manchmal von einer Rahmenhandlung umgeben sind, so sind sie weder miteinander noch mit der Rahmenhandlung verbunden. Die einzige Ausnahme stellt die Episode „Furcht und Grauen ohne Ende“ (engl. „Treehouse of Horror V“) dar, in welcher Hausmeister Willie in allen drei Geschichten in ein und derselben Weise mit einer Axt getötet wird. Da die Episoden außerhalb der eigentlichen Kontinuität der Serie spielen, findet man keinen Hinweise auf Handlungsstränge der Treehouse-of-Horror-Episoden in den übrigen Simpsons-Episoden. Für die Episoden von „Horror frei Haus“ (engl. „Treehouse of Horror“) bis zur Episode „Schickt die Klone rein“ (engl. „Treehouse of Horror XIII“) wurden alle drei Geschichten jeweils von unterschiedlichen Autoren geschrieben, in einigen Fällen gab es sogar einen vierten Autoren, der die Eröffnungssequenz und die Rahmenhandlung geschrieben hat. Ab der Episode „Todesgrüße aus Springfield“ (engl. „Treehouse of Horror XIV“) in der 15. Staffel zeichnet nur noch ein Autor für alle drei Geschichten einer Treehouse-of-Horror-Episode verantwortlich. In einigen Geschichten wird eine andere Animationstechnik als in den normalen Simpsons-Episoden angewandt, so z. B. in „Homer3“ der Episode „Die Panik-Amok-Horror-Show“ (engl. „Treehouse of Horror VI“), in der Homer in einer Paralleldimension mit einer dreidimensionalen Computeranimation dargestellt wurde.

## Eröffnungssequenz
Jede Treehouse-of-Horror-Episode beginnt mit einer speziellen Eröffnungssequenz. Die erste, zweite und fünfte Treehouse-of-Horror-Folge beginnen mit einer Warnung von Marge an die Zuschauer vor dem Inhalt der Episode und dem Rat, dass Kinder besser ins Bett gehen sollten. War die Warnung in der ersten Episode noch von den Autoren durchaus ernst, so war sie in den beiden darauffolgenden Episoden eher lustig gemeint. Danach wurde auf sie verzichtet.
Andere Treehouse-of-Horror-Episoden beginnen mit Parodien: Die Episode „Bösartige Spiele“ (engl. „Treehouse of Horror III“) wird von Homer in der Art und Weise Alfred Hitchcocks in seiner Fernsehreihe „Alfred Hitchcock präsentiert“ eingeleitet. Die Eröffnungssequenzen der ersten fünf Treehouse-of-Horror-Episoden beginnen darüber hinaus mit einer Kamerafahrt über einen Friedhof, hinüber zum Haus der Simpsons, in dem die Familie zum Sofa im Wohnzimmer läuft. Der in allen Episoden auftretende Couch-Gag hat hier ebenfalls ein Halloweenthema.
Die Eröffnungssequenzen in späteren Episoden sind weitaus vielfältiger: Ein Mitarbeiter des US-Fernsehsenders FOX zensiert die aktuelle Treehouse-of-Horror-Episode und wird dabei getötet („Das unheimliche Mord-Transplantat“, engl. „Treehouse of Horror IX“), die Familie Simpson und ihr Nachbar Ned Flanders beschwören den Geist seiner verstorbenen Ehefrau Maude („Schickt die Klone rein“, engl. „Treehouse of Horror XIII“), Homer geht in eine Wahlkabine zur US-Präsidentschaftswahl 2008 und wird von der Maschine getötet („Treehouse of Horror XIX“).

## Rahmenhandlungen
Die ersten vier Treehouse-of-Horror-Folgen hatten eine kleine Rahmenhandlung, die die drei Geschichten grob zusammenhielt. Die Episode „Horror frei Haus“ (engl. „Treehouse of Horror“) ist dabei die einzige Episode, deren Rahmenhandlung wirklich in einem Baumhaus spielt. In dieser Episode sitzen Bart, Lisa und Maggie im Baumhaus im Garten der Simpsons und erzählen sich gegenseitig gruselige Geschichten. In der Episode „Albträume“ (engl. „Treehouse of Horror II“) wurden die drei Geschichten als Albträume von Lisa, Bart und Homer dargestellt, in „Bösartige Spiele“ (engl. „Treehouse of Horror III“) wurden die Storys als Gruselgeschichten von Lisa, Bart und Grampa auf einer Halloweenparty erzählt und in der Episode „Die Fahrt zur Hölle“ (engl. „Treehouse of Horror IV“) präsentierte Bart die Geschichten in einer Parodie der US-amerikanischen Fernsehserie „Night Gallery“. Nach einigen Jahren musste die Länge der Episoden gekürzt werden, sodass die Rahmenhandlungen weggelassen wurden und so mehr Zeit für die einzelnen Geschichten blieb.

## Episodenliste
Die folgende Übersicht gibt die deutschsprachigen Veröffentlichungen mit den entsprechenden Titeln wieder.
| #  | Episodentitel                                                | Erstausstrahlung in D | Geschichten | Parodien auf |
| -- | ------------------------------------------------------------ | --------------------- | --- | --- |
| 01 | Horror frei Haus                                             | 17. Jan. 1992         | 1. Das Haus der bösen Träume 2. Hungrig sind die Verdammten 3. Der Rabe                                                            | 1. The Amityville Horror 2. Episode „Das Buch der Kanamiter“ der TV-Serie „Twilight Zone“ 3. Der Rabe von Edgar Allan Poe                                                                                                  |
| 02 | Albträume                                                    | 18. Jan. 1993         | 1. Lisas Albtraum 2. Barts Albtraum 3. Homers Albtraum                                                                             | 1. Die Affenpfote 2. Episode „Die lächelnde Stadt“ der TV-Serie „Twilight Zone“ 3. „Frankenstein“ von Mary Shelley |
| 03 | Bösartige Spiele                                             | 12. Mai 1994          | 1. Clown ohne Mitleid 2. King Homer 3. Bei Anruf Moder                                                                             | Eröffnungssequenz: Alfred Hitchcock präsentiert 1. Episode „Living Doll“ der TV-Serie „Twilight Zone“ 2. King Kong 3. Die Nacht der lebenden Toten                                                                         |
| 04 | Die Fahrt zur Hölle                                          | 8. Apr. 1995          | 1. Der Teufel und Homer Simpson 2. Albtraum bei 1,50 m 3. Bart Simpsons Dracula                                                    | Rahmenhandlung: Night Gallery 1. Der Teufel und Daniel Webster (nach einer Kurzgeschichte von Stephen Vincent Benét) 2. Portrait eines ängstlichen Mannes Episode aus Twilight Zone 3. Bram Stoker’s Dracula/The Lost Boys |
| 05 | Furcht und Grauen ohne Ende                                  | 27. Dez. 1999         | 1. Das Shinning 2. Zeit und Strafe 3. Cafeteria des Grauens                                                                        | 1. Shining von Stephen King 2. Ferner Donner (Ray Bradbury) 3. US-amerikanische TV-Serie „Nightmare Cafe“ |
| 06 | Die Panik-Amok-Horror-Show                                   | 27. Dez. 1999         | 1. Angriff der 15-Meter-Reklamefiguren 2. Albtraum in Evergreen Terrace 3. Homer³                                                  | 1. Attack of the 50 Foot Woman 2. Nightmare – Mörderische Träume 3. Episode „Little Girl Lost“ der TV-Serie „Twilight Zone“                                                                                                |
| 07 | Hugo, kleine Wesen und Kang                                  | 31. Okt. 1998         | 1. Das Ding und Ich 2. Die Genesis-Schale 3. Bürger Kang                                                                           | 1. Basket Case – Der unheimliche Zwilling 2. Episode „Der Mann der Gott sein wollte“ aus der TV-Serie „Twilight Zone“ |
| 08 | Neutronenkrieg und Halloween                                 | 12. Okt. 1998         | 1. Neutronenkrieg und Halloween 2. Fliege gegen Fliege 3. Die flotte Hexenbraterei                                                 | 1. Der Omega-Mann 2. Die Fliege 3. Hexenjagd |
| 09 | Das unheimliche Mordtransplantat                             | 27. Dez. 1999         | 1. Das höllische Toupet 2. Die Schreckensherrschaft Tiny Toon 3. Die Raumschiff-Pupser                                             | 1. Episode „Hell Toupé“ der TV-Serie „Unglaubliche Geschichten“ 2. Twilight Zone – Der Film |
| 10 | Ich weiß, was du getudel-tan hast                            | 30. Okt. 2000         | 1. Ich weiß, was du getudel – tan hast 2. Verzweifelt auf der Suche nach Xena 3. Das Leben ist eine Rutschbahn und dann stirbt man | 1. Ich weiß, was du letzten Sommer getan hast 2. Episode „Der Turtles Sammler“ der TV-Serie „Teenage Mutant Hero Turtles“ 3. Der jüngste Tag                                                                               |
| 11 | D-D-Der G-G-Geister D-D-Dad                                  | 29. Okt. 2001         | 1. D-D-Der G-G-Geister D-D-Dad 2. Schreckliche Märchen können wahr werden 3. Die Nacht des Delphins                                | 1. Ghost Dad – Nachrichten von Dad 2. „Grimms Märchen“ der Gebrüder Grimm |
| 12 | Hex and the City                                             | 1. März 2003          | 1. Hex and the City 2. Haus der Hiebe 3. Zauberlehrlinge                                                                           | 1. 2001: Odyssee im Weltraum 2. „Harry Potter“ von Joanne K. Rowling |
| 13 | Schickt die Klone rein                                       | 21. Feb. 2004         | 1. Schickt die Klone rein 2. Die Angst zu zittern und Schäden zu fürchten 3. Die Insel des Dr. Hibbert                             | 1. Vier lieben dich 2. „Die Insel des Dr. Moreau“ von H.G. Wells |
| 14 | Todesgrüße aus Springfield                                   | 30. Okt. 2004         | 1. Sensenmann Wahnsinn 2. Frinkenstein 3. Halt die Welt an, ich möchte ausbüxen                                                    | 1. Episode „Der Sensenmann“ der TV-Serie „Family Guy“ 2. Frankenstein 3. Episode „Der Herr der Zeit“ der TV-Serie „Twilight Zone“                                                                                          |
| 15 | Vier Enthauptungen und ein Todesfall                         | 29. Okt. 2005         | 1. The Ned Zone 2. Vier Enthauptungen und ein Todesfall 3. Im Bauch des Bosses                                                     | 1. Dead Zone 2. From Hell, „Sherlock Holmes“ von Arthur Conan Doyle 3. Die phantastische Reise |
| 16 | B.I.: Bartificial Intelligence                               | 29. Okt. 2006         | 1. B.I. Bartificial Intelligence 2. Überleben der Fettesten 3. Ich habe ein Kostüm auf deinem Gesicht gezüchtet                    | 1. A.I. – Künstliche Intelligenz 2. Graf Zaroff – Genie des Bösen 3. Episode „Die Nacht der Verwandlung“ der TV-Serie „Buffy – Im Bann der Dämonen“                                                                        |
| 17 | Krieg der Welten                                             | 30. Okt. 2007         | 1. Mit dem Blob verheiratet 2. Ein Golem für alle Fälle 3. Der Tag, an dem die Erde sich für dumm verkaufen ließ                   | Eröffnungssequenz: Geschichten aus der Gruft 1. Der Blob 2. Der Golem, wie er in die Welt kam 3. Radiohörspiel „Krieg der Welten“ von Orson Welles                                                                         |
| 18 | Nach Hause telefonieren                                      | 3. Nov. 2008          | 1. E.T. geh nach Hause 2. Mr. und Mrs. Simpson 3. Das höllische Haus                                                               | 1. E. T. – Der Außerirdische 2. Mr. and Mrs. Smith |
| 19 | Der Tod kommt dreimal                                        | 27. Okt. 2009         | 1. Roboter-Parodie ohne Titel 2. Wirb langsam 3. Milhouse und der Große Kürbis                                                     | 1. Transformers 2. Mad Men 3. Der große Kürbis / It’s the Great Pumpkin, Charlie Brown ein Zeichentrickfilm mit den Peanuts                                                                                                |
| 20 | Mörder, Zombies und Musik                                    | 26. Okt. 2010         | 1. Dial M For Murder or Press # to Return to Main Menu 2. Don't Have A Cow, Mankind 3. There's No Business Like Moe Business       | 1. Psycho/Strangers on a Train von Alfred Hitchcock 2. 28 Days Later/I am Legend 3. There’s No Business Like Show Business                                                                                                 |
| 21 | Blut und Spiele                                              | 29. Okt. 2011         | 1. Blut und Spiele 2. Master und Cadaver – Bis zum Ende der Welt 3. Tweenlight                                                     | 1. Jumanji 2. Todesstille 3. Twilight – Bis(s) zum Morgengrauen |
| 22 | Spider-Killer-Avatar-Man                                     | 29. Okt. 2012         | 1. Flatulenzia 2. Bei Anruf Ned 3. Na’Vi CIS                                                                                       | 1. Schmetterling und Taucherglocke, Spider-Man 2. Dexter 3. Avatar – Aufbruch nach Pandora |
| 23 | Die unheimlich verteufelte Zeitreise durch das schwarze Loch | 26. Aug. 2013         | 1. Das Ungeheuer von Loch Schwarz 2. Un-Normal Activity 3. Bart und Homers verrückte Reise durch die Zeit                          | 1. Die größte Geschichte aller Zeiten 2. Paranormal Activity 3. Bill & Teds verrückte Reise durch die Zeit / Zurück in die Zukunft                                                                                         |
| 24 | Freaks in der Manege                                         | 27. Okt. 2014         | 1. Der Fette mit Hut 2. Doppelkopf 3. So ein Zirkus                                                                                | 1. The Cat in the Hat 2. Das Ding mit den 2 Köpfen 3. Freaks |
| 25 | Hölle, Tod und Geister                                       | 27. Okt. 2015         | 1. Schule ist die Hölle 2. A Clockwork Yellow 3. The Others                                                                        | 1. Uhrwerk Orange, Eyes Wide Shut 2. The Others |
| 26 | Killer und Zilla                                             | 8. Nov. 2016          | 1. Gesucht: Tot und dann lebendig 2. Homerzilla 3. Telepfade zum Erfolg                                                            | 1. Godzilla 2. Chronicle – Wozu bist du fähig? |
| 27 | Trocken, tot und tödlich                                     | 19. Sep. 2017         | 1. Dry Hard 2. BFF 3. Moefinger | 1. Die Tribute von Panem, Mad Max: Fury Road 2. James Bond 007 – Goldfinger, Kingsman: The Secret Service |
| 28 | Der Exorzismus von Maggie Simpson                            | 30. Okt. 2018         | 1. The Exor-Sis 2. Coralisa 3. Hmmm … Homer                                                                                        | 1. Der Exorzist 2. Coraline 3. Naked Blood (1996) |
| 29 | Planet im Nebel                                              | 31. Okt. 2019         | 1. Intrusion of the Pod-y Switchers 2. Multiplisa-ty 3. Geriatric Park                                                             | 1. Split 2. Jurassic Park |
| 30 | Episode 666                                                  | 17. Aug. 2020         | 1. Prolog 2. Danger Things 3. Heaven Swipes Right 4. When Hairy Met Slimy                                                          | 1. Das Omen 2. Stranger Things 3. Der Himmel soll warten 4. Shape of Water – Das Flüstern des Wassers |
| 31 | Saures oder Zeitschleife                                     | 29. Sep. 2021         | 1. Toy Gory 2. A New Homerverse 3. Be Nine, Rewind                                                                                 | 1. Toy Story 2. Spider-Man: A New Universe 3. Matrjoschka und Onward: Keine halben Sachen |
| 32 | A Nightmare on Elm Tree                                      | 17. Jan. 2022         | 1. Barti 2. Bong Joon-ho’s 'This Side of Parasite' 3. Nightmare on Elm Tree 4. Poetic Interlude 5. Dead Ringer                     | 1. Bambi 2. Parasite 3. Kunst von Edward Gorey 4. Ring und TikTok |